# Julien Bouton
Julianus Josephus Antonius (Julien) Bouton (Vlamertinge, 11 september 1906 - Ieper, 24 januari 1982) was burgemeester van Vlamertinge van 1953 tot 1970. Hij werd opgevolgd door Georges Platteau. Bouton was de voorlaatste burgemeester van Vlamertinge.
Hij is de zoon van burgemeester Florentin Bouton. Hij trouwde met Marie Delva (1911-1994) en was beroepshalve handelaar in granen en meststoffen.

## Gemeentebestuur

### Schepenen
- Hector Deschepper
- Gaspard Vanlede

### Leden
- Jerome Dehaeck
- Charles Despreeuw
- Alois Heyte
- Cyriel Boxoen
- Hector Gryson
- Odiel Vanlaeke
- Maurits Lemahieu
- Maria Hennebel